# Théorème de Gerbaldi
En algèbre linéaire et en géométrie projective, le théorème de Gerbaldi, prouvé par Francesco Gerbaldi en 1882, affirme que l'on peut trouver six formes quadratiques ternaires non dégénérées, linéairement indépendantes et deux à deux apolaires. Le même Gerbaldi montre un peu plus tard que ces six coniques sont permutées par le groupe de Valentiner.